# 維多里歐·艾里格尼
維多里歐·艾里格尼（義大利語：Vittorio Arrigoni，1975年2月4日—2011年4月15日）是義大利的記者、作家、人權運動家。他生前長期與由巴勒斯坦人組成的組織國際團結運動合作，替巴勒斯坦人民一方在國際上發聲。
於2011年4月期間他在加薩遭到激進份子給綁架殺害，是繼2007年艾倫·約翰斯頓之後另一位於該地區遭綁的外國記者。

## 生平

### 早年
出身接近蒙扎一帶的布里安扎地区贝萨纳，艾里格尼祖父曾有參與反抗法西斯政權活動的經歷，母親艾吉迪雅·巴瑞塔（Egidia Beretta）則擔任過布爾恰戈的市長。
青年時期完成畢業考後，他離開家鄉前往到東歐、南美、非洲以及中東等地方擔任各種活動的志工。當2002年來到耶路撒冷時，他產生了想長待此地的念頭，之後投入由巴勒斯坦人所組成；致力於處理巴勒斯坦領土糾紛的組織國際團結運動。

### 在巴勒斯坦的活動
當巴勒斯坦遜尼派組織哈馬斯於2007年控制了加薩走廊；讓以色列對此區域進行了封鎖後，2008年8月艾里格尼參加旨在解放加薩走廊的活動；搭上了在該區被封鎖後第一艘進入加薩港的船隻。
抵達加薩港後艾里格尼在9月裡自願擔任該地區漁民安危的人盾，此期間他曾待在一艘遇到以色列海軍用水砲阻止的漁船上；遭當時被擊破的玻璃給弄傷。到了11月他因擔任人盾的行為被以色列當局給逮捕。
2008年的加薩戰爭爆發之前，艾里格尼有再次回到加薩走廊，當時他擔任義大利傳媒、旗下的記者，並且有將那時期報導內容彙整成名為《保持人性》（義大利語：Restiamo umani）的書籍發表，其中猶太裔以色列歷史學家伊藍·培皮有出面替此書編寫序言。

### 遭綁
2011年4月14日在加薩一帶的蓋達組織分支機構巴勒斯坦一神論聖戰組織數名人員綁走了艾里格尼。之後對方在Youtube上所流傳影片裡表示要以艾里格尼為人質；要求加薩政府在30小時之內釋放出遭他們給監禁的領導人瓦里德·阿爾馬克迪斯（Walid al-Maqdasi）。在當時影片裡艾里格尼被黑布矇住雙眼，右眼下方則有受傷的痕跡。
基於不明原因；艾里格尼在期限之前已遭對方殺害，他的遺體於15日凌晨被發現在位於加薩西北方一帶某處無人房屋裡。在遺體解剖調查結果下，死因是遭人以塑膠繩勒頸窒息，不過在當時的調查過程裡並未讓任一記者查看遺體實際狀況。
事發後加薩總理伊斯邁爾·哈尼亞下令進行調查逮捕嫌犯。艾里格尼的遺體最後被送回故鄉義大利。

## 後續

### 各方反應
艾里格尼死後，有數百名巴勒斯坦人為他舉行了哀弔的舉行燭光集會。在約旦河西岸地區有多位當地、外籍人士一同聚集替他默哀。
哈馬斯一方有發表聲明認為此事件是個非法組織所做的可恥行為，另猜測兇手動機是要嚇阻國外人權運動家進入被封鎖的加薩，因此認為對該地區封鎖的以色列必須對此命案付起責任。並且有懷疑是以色列暗中策劃事件的陰謀論想法。
加薩政府痛批這件命案完全違背了巴勒斯坦人民的價值觀、道德、宗教信仰等方面觀點，加薩總理伊斯邁爾表示艾里格尼是名烈士，並計劃要將一條街以他的名字來命名。
義大利外交部反應這是一件由漠視人命的極端份子所做出卑劣、無知、暴力的行為、令人恐懼的野蠻謀殺案。當時的聯合國秘書長潘基文則要求加薩政府必須盡快將犯下案件的肇事者給繩之以法。

### 案情發展
為了追捕涉嫌案件的人士，哈馬斯對加薩地區進行封鎖，之後在位於加薩走廊中央一帶的努塞拉難民營與涉嫌案件人士發生槍戰。該衝突過程中造成二名涉嫌人士死亡（其中一位被認為有自殺可能性）、五名哈馬斯警察受傷、並有一名平民女孩受到波及，最後有逮捕一名嫌疑犯。
到了2012年9月加薩法院指控四名極端薩拉菲主義份子有涉嫌殺害艾里格尼的嫌疑。原先法院要將年齡28歲的瑪哈穆·阿薩菲丁（Mahmoud al-Salfiti）、與27歲的塔梅爾·阿哈珊納（Tamer al-Hasasna）處以死刑，之後在艾里格尼父母的請求下改判無期徒刑。另外兩名當中24歲的卡德·杰拉（Khader Jram）因參與綁架被判十年徒刑，23歲的阿默·阿布（Amer Abu Ghouleh）被處一年監禁。
2013年2月19日加薩法院接受瑪哈穆與塔梅爾的律師所提出申訴，將他們原先的無期徒刑改判為15年有期徒刑。瑪哈穆後來在准假裡逃跑到敘利亞加入伊斯蘭國陣營，於2015年11月28日死在伊拉克安巴爾省發生的衝突上。

## 個人觀點
艾里格尼生前在他的臉書頁面、以及個人部落格網站Guerrilla Radio上多次發表對於以色列政府的批評，認為對方向巴勒斯坦所做行為是嚴重的種族制度，並且不應該對加薩一帶做出像是犯罪不公般地封鎖。
在遭綁架之前，他在部落格上最後一篇發表文章是關於巴勒斯坦人偷偷透過地下隧道運送物資到加薩裡頭的事蹟，他認為這是一種雖然無法實際目睹；但卻是為了生存而做出的奮鬥表現。
過去由《和平報導》（Peace Reporter）所作的採訪裡，他表示以他身為人權活動家的立場；並不欣賞哈馬斯這樣的組織，認為對方在贏得選舉之後做出嚴重限制人權的行為。

## 評價
以色列緊急情勢委員會執行董事諾亞·波拉克（Noah Pollak）認為艾里格尼的作為實際是在協助哈馬斯組織摧毀以色列，讓加薩地區人民活在恐怖主義下，但一些反以色列人士卻刻意將他包裝成像是維護和平的十字軍，這種手法就如同是歐威爾主義一般。海法大學工商管理副教授史蒂文·普勞特（Steven Plaut）批評艾里格尼的個人臉書頁面充斥著盲目仇恨內容，存在像是中世紀裡反猶的血謗、或是艾里格尼個人像是一付愉悅地模樣站在一間寫著「狗與猶太人不得入內」的店家前等等不恰當圖片。
在加薩巴勒斯坦人權中心的哈利勒·沙欣（Khaleel Shaheen）認為艾里格尼的遇害；是巴勒斯坦史上黑暗的一日，他永遠會是巴勒斯坦的英雄。國際團結運動的麥斯·阿傑勒（Max Ajl）稱讚他在以色列強佔加薩時，成為對方英勇的對手，並向中東與全世界宣揚出巴勒斯坦抵抗壓制的局勢。

## 外部連結
維多里歐·艾里格尼的Facebook專頁